# Bruinkopkruiper
De bruinkopkruiper (Rhabdornis inornatus) is een vogelsoort uit de familie Rhabdornithidae (Filipijnse kruipers). 

## Verspreiding
De bruinkopkruiper komt alleen voor in de Filipijnen.

## Taxonomie
Van de bruinkopkruiper zijn de volgende ondersoorten bekend:
- R. i. alaris: Mindanao.
- R. i. inornatus: Samar.
- R. i. leytensis: Biliran en Leyte.